# 默基特希臘禮天主教霍姆斯總教區
默基特希臘禮天主教霍姆斯總教區（拉丁語：Archieparchia Hemesena Graecorum Melkitarum）是敘利亞一個東儀天主教總教區（默基特希臘禮）。
總教區成立於1678年，包括中部霍姆斯省和哈馬省。2009年有廿一名司鐸、廿一個堂區、30,000名教友。現任教區總主教為若望·阿卜杜·阿巴什。